# 1992 في المكسيك
فيما يلي قوائم الأحداث التي وقعت خلال عام 1992 في المكسيك.

## سياسة

### تعيين في المنصب
- 8 أبريل – لويس دونالدو كولوسيو وزير الشؤون الاجتماعية ‏.

## رياضة
- 22 مارس – جائزة المكسيك الكبرى 1992 الفائز نايجل مانسيل.

## موسيقى

### ألبومات
من الألبومات التي صدرت هذه السنة في المكسيك:
- 1 يناير – لا تشيكا دورادا من غناء باولينا روبيو.

## مواليد

### يناير
- 7 يناير – دانييل سواريز سائق سيارة سباق مكسيكي.
- 17 يناير – خوسيه أنطونيو غارسيا فرنانديز لاعب كرة قدم مكسيكي.[1]
- 20 يناير – سامر عمر لاعب كرة قدم مكسيكي.[2]
- 26 يناير – لويس فرناندو لوبيز فيغيروا
- 28 يناير – أبراهام كوروندو تافويا لاعب كرة قدم مكسيكي.[3]

### فبراير
- 3 فبراير – خوسيه لويس إسترادا لاعبة كرة قدم مكسيكية.
- 3 فبراير – لويس فرناندو كينتانا لاعب كرة قدم مكسيكي.[4]
- 6 فبراير – سانتياغو ريفيرا لاعب كرة قدم مكسيكي.[5]
- 7 فبراير – ريكاردو رييس لاعب كرة قدم مكسيكي.[6]
- 8 فبراير – بريان لييفا لاعب كرة قدم مكسيكي.
- 10 فبراير – روبين لونا لاعب كرة قدم مكسيكي.[7]
- 14 فبراير – سانتياغو ألتاميرا لاعب كرة قدم مكسيكي.[8]
- 19 فبراير – باولينا غايتان ممثلة مكسيكية.[9]
- 27 فبراير – خايرو غونزاليس لاعب كرة قدم مكسيكي.[10]

### مارس
- 4 مارس – خورخي سيلفا ملاكم مكسيكي.
- 12 مارس – جيوفاني ليون لاعب كرة قدم.[11]
- 21 مارس – كلاوديو إيرنيستو غونزاليس لاعب كرة قدم مكسيكي.[12]

### أبريل
- 13 أبريل – كارلوس ألبرتو كامبوس لاعب كرة قدم مكسيكي.[13]
- 19 أبريل – بول-جوزيه مبوكو لاعب كرة قدم.[14]
- 20 أبريل – كريستيان ألفاريز لاعب كرة قدم مكسيكي.[15]

### مايو
- 5 مايو – خوسيه فيليكس جونيور ملاكم مكسيكي.
- 27 مايو – ريكاردو بينيا لاعب كرة قدم مكسيكي.

### يونيو
- 28 يونيو – دانييل ميراندا لاعب كرة قدم مكسيكي.[16]
- 30 يونيو – مارتين بونس لاعب كرة قدم مكسيكي.[17]

### يوليو
- 4 يوليو – خوسيه أنطونيو رودريغيز لاعب كرة قدم مكسيكي.[18]
- 4 يوليو – فرناندو أورتيز فرنانديز لاعب كرة قدم مكسيكي.
- 6 يوليو – دييغو أندرادي لاعب كرة قدم مكسيكي.[19]
- 7 يوليو – بابلو غونزاليس دياز لاعب كرة قدم مكسيكي.[20]
- 13 يوليو – ألكسيس أوتشوا لاعب كرة قدم مكسيكي.[21]
- 22 يوليو – إيفان بينيدا لاعب كرة قدم مكسيكي.[22]

### أغسطس
- 11 أغسطس – دانيال غونزاليس فيغا لاعب كرة قدم مكسيكي.[23]
- 18 أغسطس – فاليريا ميراندا لاعبة كرة قدم مكسيكية.[24]

### سبتمبر
- 10 سبتمبر – فيكتور غونزاليس ممثل مكسيكي.
- 13 سبتمبر – دييغو فرانكو لاعب كرة قدم مكسيكي.
- 19 سبتمبر – دييغو رييس لاعب كرة قدم مكسيكي.[25]
- 29 سبتمبر – كارلوس سالسيدو لاعب كرة قدم مكسيكي.

### نوفمبر
- 6 نوفمبر – ألدو روتشا لاعب كرة قدم مكسيكي.[26]
- 7 نوفمبر – يورغن دام لاعب كرة قدم مكسيكي.[27]
- 15 نوفمبر – إريك ريفيرا لاعب كرة قدم مكسيكي.
- 18 نوفمبر – خوليو سيزار سيخا بيدرازا ملاكم مكسيكي.
- 18 نوفمبر – هنري مارتين لاعب كرة قدم مكسيكي.[28]
- 30 نوفمبر – أماوري إيسكوتو لاعب كرة قدم مكسيكي.[29]

### ديسمبر
- 2 ديسمبر – كارلوس كالفو لاعب كرة قدم مكسيكي.[30]
- 31 ديسمبر – لويس مانويل غارسيا لاعب كرة قدم مكسيكي.[31]

## وفيات

### أغسطس
- 26 أغسطس – أرتور مارتينيز (مواليد 1918)